# Radical Redemption
Radical Redemption, artiestennaam van Joey van Ingen (Denekamp, 17 september 1990), is een Nederlandse hardstyle-dj en -producer. Hij heeft gedraaid op verscheidende festivals, zoals Dominator, Hard Bass, Defqon.1 en Loudness.

## Levensloop

### Jeugd
Van Ingen groeide op in Denekamp. Op zijn tiende begon hij met drummen en tijdens zijn middelbareschooltijd speelde hij al in diverse bandjes, onder andere in Stille, dat zijn belangrijkste project werd. Tegelijkertijd kwam hij ook in aanraking met dancemuziek.
Van Ingen is de zoon van zangeres Marga Bult. Joey en zijn broer hebben samen ook opgetreden met Bult.

### Loopbaan
Van Ingen draait voornamelijk raw hardstyle. Ook produceert hij hardcore muziek en maakt hij deel uit van Minus Militia, dat verder bestaat uit Chain Reaction, Crypsis en MC Nolz.
In 2012 verscheen zijn debuutalbum Annihilate, dat werd uitgebracht op het label Minus Is More.

## Discografie

### Albums
| Albumnaam                         | Jaar | Label                        |
| --------------------------------- | ---- | ---------------------------- |
| Annihilate                        | 2012 | Minus Is More                |
| The Spell of Sin                  | 2013 | Minus Is More                |
| The One Man Army                  | 2015 | Minus Is More, Cloud 9 Dance |
| The Road To Redemption            | 2017 | Minus Is More, Cloud 9 Dance |
| Command & Conquer                 | 2018 | Minus Is More, Cloud 9 Dance |
| Chronicles of Chaos               | 2020 | Minus Is More, Cloud 9 Dance |
| Orchestra of Eternity             | 2023 | Redemption Records           |
| No Retaliation, Pt. 1: The Solo's | 2024 | Redemption Records           |

### Singles
| Single                                                   | Artiest(en)                                                                                        | Label               | Jaar |
| -------------------------------------------------------- | -------------------------------------------------------------------------------------------------- | ------------------- | ---- |
| Atomic Warfare                                           | Radical Redemption, Crypsis                                                                        | Geen                | 2014 |
| Watch Yourself                                           | Radical Redemption                                                                                 | Minus Is More       | 2014 |
| Brutal 4.0                                               | Radical Redemption                                                                                 | Minus Is More       | 2014 |
| The Black Demon                                          | Digital Punk                                                                                       | Minus Is More       | 2014 |
| Secret Syndicates                                        | Radical Redemption                                                                                 | Minus Is More       | 2014 |
| Frontliner & Radical Redemption                          | Frontliner, Radical Redemption                                                                     | Keep It Up Music    | 2014 |
| Impact of Sin                                            | Radical Redemption, Chain Reaction                                                                 | Minus Is More       | 2015 |
| Triple Six                                               | Radical Redemption, Deepack                                                                        | Minus Is More       | 2015 |
| The Funfair of Madness                                   | Radical Redemption                                                                                 | Minus Is More       | 2015 |
| Blood, Sweat & Tears                                     | Digital Punk, Radical Redemption, Crypsis                                                          | A² Records          | 2015 |
| Kill Me                                                  | Radical Redemption, D-Sturb                                                                        | Minus Is More       | 2016 |
| Smack Bitches                                            | Radical Redemption                                                                                 | Minus Is More       | 2016 |
| MMIX                                                     | Radical Redemption                                                                                 | Minus Is More       | 2016 |
| Coitus                                                   | Radical Redemption, Digital Punk                                                                   | Minus Is More       | 2016 |
| Extreme                                                  | Radical Redemption, Sub Zero Project                                                               | Minus Is More       | 2016 |
| Protest of Indignation                                   | Digital Punk, Radical Redemption                                                                   | A² Records          | 2016 |
| Order of Hostility                                       | Angerfist, Radical Redemption                                                                      | Masters of Hardcore | 2016 |
| Brutal 6.0                                               | Radical Redemption                                                                                 | Minus Is More       | 2017 |
| Reloaded                                                 | Hard Driver, Radical Redemption                                                                    | Dirty Workz         | 2017 |
| Undercover                                               | Radical Redemption, Warface                                                                        | Minus Is More       | 2017 |
| The Saviour                                              | High Voltage, Radical Redemption                                                                   | Fusion Records      | 2017 |
| Brutal 7.0                                               | Radical Redemption                                                                                 | Minus is More       | 2018 |
| Child of God                                             | Radical Redemption                                                                                 | Minus is More       | 2018 |
| Danger Zone                                              | Radical Redemption, D-Sturb                                                                        | Minus is More       | 2018 |
| Poisoned By Society                                      | Radical Redemption, Digital Punk, Alee                                                             | Unleashed Records   | 2018 |
| Out For Blood (Official Supremacy Australia Anthem 2018) | Radical Redemption, Nolz, DV8                                                                      | Minus Is More       | 2018 |
| Satan's Play                                             | Radical Redemption                                                                                 | Minus is More       | 2018 |
| Command & Conquer                                        | Radical Redemption, Nolz                                                                           | Minus is More       | 2018 |
| Testarossa                                               | Radical Redemption, D-Sturb                                                                        | Minus is More       | 2018 |
| Vampire                                                  | Radical Redemption, Noisecontrollers                                                               | Minus is More       | 2018 |
| Nocturnolz                                               | Radical Redemption, Angerfist, Nolz                                                                | Minus is More       | 2018 |
| Brothers In Sound                                        | Radical Redemption, Crypsis, Act of Rage, Chain Reaction, Minus Militia, Luna, Kold Konexion, Nolz | Minus is More       | 2018 |
| The Darkest Moment                                       | Radical Redemption                                                                                 | Minus is More       | 2018 |
| Kick Op Je Bek                                           | Radical Redemption, Digital Punk                                                                   | Minus is More       | 2019 |
| Brutal 8.0                                               | Radical Redemption                                                                                 | Minus is More       | 2019 |
| Brotherhood of Brutality                                 | Radical Redemption                                                                                 | Minus is More       | 2019 |
| Colla Domina                                             | Radical Redemption, Digital Punk                                                                   | Minus is More       | 2019 |
| Righteous Protest                                        | Radical Redemption, Digital Punk                                                                   | Roughstate          | 2019 |
| Reincarnation                                            | Radical Redemption                                                                                 | Minus is More       | 2020 |
| Stronger & Better                                        | Radical Redemption                                                                                 | Minus is More       | 2020 |
| Street Code                                              | Radical Redemption                                                                                 | Minus is More       | 2020 |
| 10 Seconds                                               | Radical Redemption, Crypsis                                                                        | Minus is More       | 2020 |
| Contaminated Children                                    | Radical Redemption                                                                                 | Minus is More       | 2020 |